# Hoa (nước)
Hoa (tiếng Trung: 華) là một phiên thuộc của nhà Châu, ước tọa lạc ở nơi hiện nay là Tín Dương và Trú Mã Điếm.

## Lịch sử
Các thời điểm kiến lập và diệt vong của nước Hoa hiện chưa được rõ, nhưng nhiều học giả Hoa lục đã chia lịch sử lãnh địa này theo hai thời kỳ: Giai đoạn đầu là một tử quốc dưới sự kiểm soát khá chặt chẽ của nhà Ân hoặc nhà Châu; giai đoạn sau làm phiên thuộc của nước Sở hoặc nước Trần. Các học giả Đài Loan và Nhật Bản thì lại khẳng định, Hoa là một thành quốc tuy nằm ở vùng trái độn giữa Trần và Sở nhưng ít khi chịu sự điều khiển của hai nước lớn này.
Cứ theo Bắc sử và Vĩnh Lạc đại điển cùng nhiều sách không đáng kể khác, vua nước Hoa và nước Trần vốn cùng là hậu duệ của Đế Thuấn, được ban thực ấp mỗi người 1 vạn hộ ở hai bờ Hoài Hà. Cương vực nước Hoa nằm hẳn ở phía Nam Hoài Hà: Nam giáp nước Ngô, Bắc cách nước Trần qua Hoài Hà, Tây là nước Sở và Đông là Ngũ Hồ.
Tổ phụ của nước Hoa nguyên tên là Nhã (雅), được Đế Tân phong nam tước, truyền được 18 đời. Sau có em của Trần Văn công là Tuấn Hải (陳濬海) tiếm ngôi, nước Hoa từ đấy đổi chủ, lại truyền được 18 đời nữa mới dứt.
Sử ký và Bắc sử kể đại khái, ban sơ Hoa là nước lớn, nhưng đến trung kỳ thì ngày một suy vi, người tông thất vì mâu thuẫn mà hội quân đánh nhau triền miên khiến dân tình khốn khổ, phải ăn cả trùn đất, nước Ngô và nước Sở kéo vào Loan định chiếm cứ lâu dài. Quốc quân Hoa Thành hầu lâm thế cùng phải cầu viện nước Trần, Trần Văn công phái em là công tử Triều đem mấy ngàn quân vượt Hoài Hà sang trợ chiến, cũng ngầm sẵn ý định lấn lướt. Tuy vậy, Triều thấy vua nước Hoa lơ là việc quân phòng, bèn cử tinh binh xộc thẳng vào cấm thành giết hết cung nhân rồi đoạt lấy ngôi quốc chủ, không rõ kết cuộc của vua ấy ra sao. Công tử Triều (潮) tự cải hiệu là Tuấn Hải, đem một số cung nhân của tiên triều cùng nhiều ngọc lụa đến quân doanh Ngô và Sở xin điều đình, lại cắt một dải đất ven Ngũ Hồ cho Ngô cùng 9 tòa thành cho Sở. Người Ngô bấy giờ thấy chưa đủ lực chiếm cả nước Hoa nên chấp nhận điều kiện và thoái quân, riêng nước Sở vẫn để lại một số quân đồn trú, từ đấy nước Hoa làm phiên thuộc của Sở.
Ở các giai đoạn sau, nước Hoa thành nơi giao tranh giữa các thế lực Trần, Ngô và Sở, nhưng tựu trung Sở luôn giành thế thượng phong. Một vài quốc quân Hoa còn gả ái nữ cho vua Sở để chiếm lòng tin, như quận chúa Triêu Cơ (朝姬) của Hoa Huệ hầu làm thiếp của Sở Thành vương.
Vào năm 570 TCN, Trần Thành công phản thỏa ước thần phục nước Sở, tự cầm 5 hoặc 7 ngàn quân tiến chiếm nước Hoa. Quốc quân Hoa Mục hầu không kháng cự nổi phải liều chạy sang đất Tức rồi mất ở đó vì nhiễm phong hàn; có thuyết nói ông tạ thế vì trúng tên. Trưởng nam là công tử Dĩ (嚭) thì quy tập dân binh ở mấy thành giáp nước Sở cố thủ đợi viện binh. Năm 569 TCN, Sở Cung vương đem quân phạt tội nước Trần, định giải vây cho Hoa. Đang khi giao tranh thì được tin Trần Thành công băng hà, không thể kháng lệ tang trở nên nước Sở phải triệt thoái.
Bấy giờ, đa phần nước Hoa đã phải nội thuộc nước Trần, chỉ còn một dãy núi hẹp ở phía Nam và cận Tây. Trên địa phận ấy, Sở Cung vương lập Dĩ làm tân quân, đó là Hoa Trang hầu. Nước Hoa được cho biết là kéo dài thêm mấy đời nữa mới diệt hẳn.